# Coelogyne multiflora
Coelogyne multiflora är en orkidéart som beskrevs av Rudolf Schlechter.
Coelogyne multiflora ingår i släktet Coelogyne och familjen orkidéer. Artens utbredningsområde är Sulawesi. Inga underarter finns listade i Catalogue of Life.

## Bildgalleri

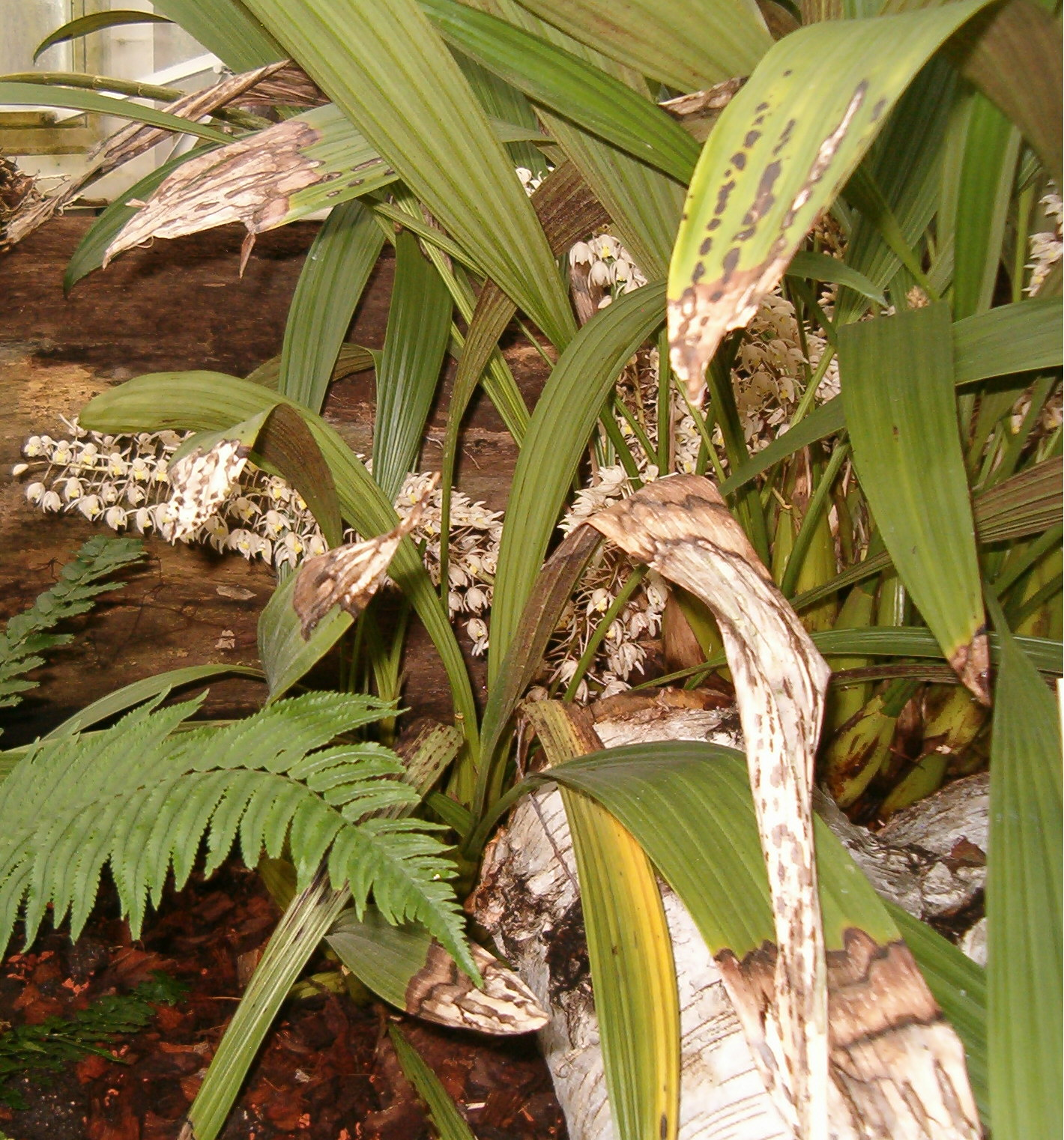
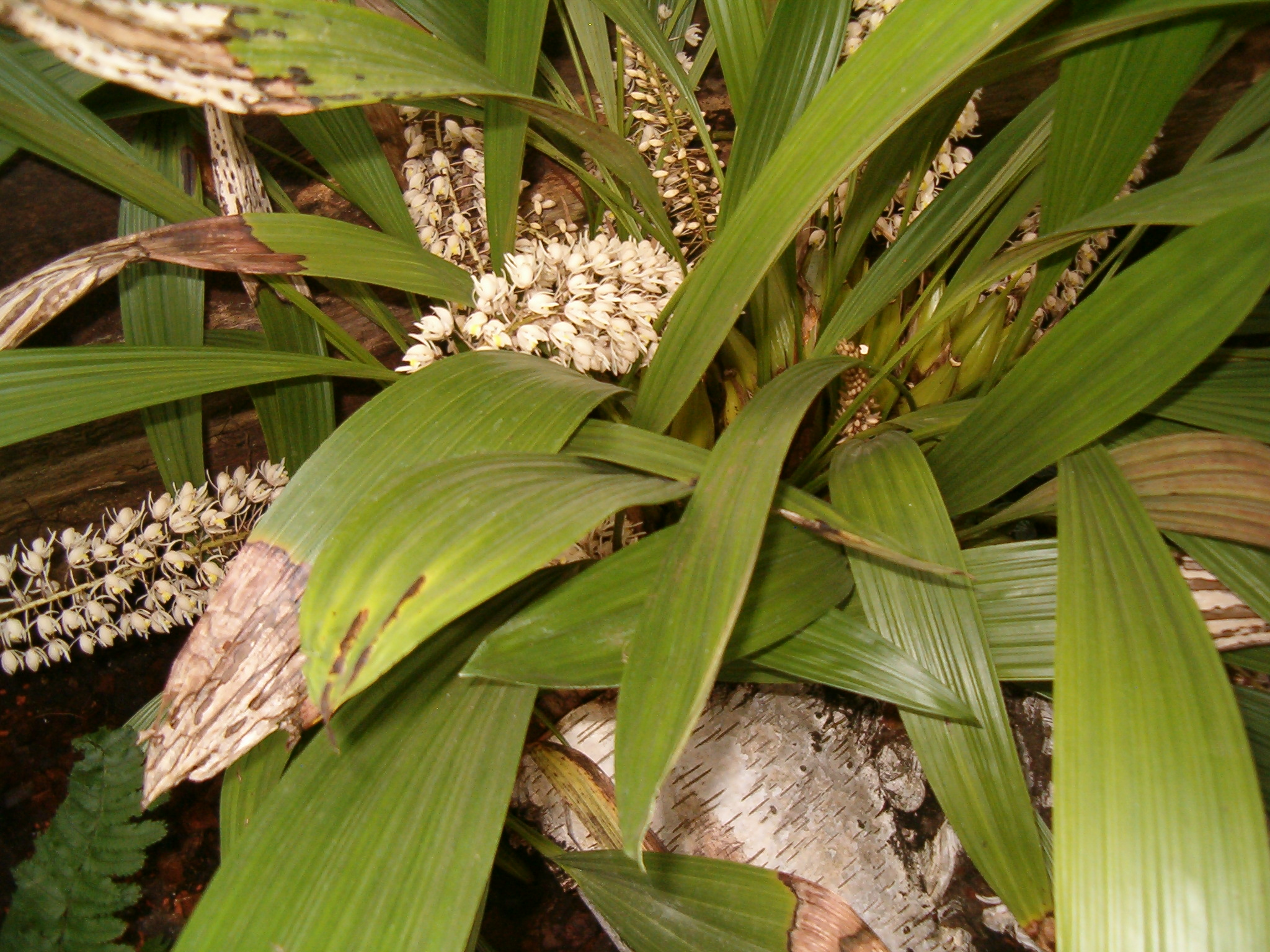